# Wartungscenter
Das Wartungscenter (in Windows 10 / Windows 11 teilweise auch Windows-Sicherheit, vorher Windows-Sicherheitscenter und davor, in Windows XP, Sicherheitscenter genannt) wurde von Microsoft mit dem Service Pack 2 für Windows XP eingeführt. Es dient zur Überprüfung der Sicherheitseinstellungen des PCs.
Anwender sollen sich bei der Sicherheit ihres Windows-PCs aber nicht nur auf die Angaben des Windows-Sicherheitscenter verlassen, da es auch Computerviren oder Spyware u. a. gibt, die den Status des Windows-Sicherheitscenter manipulieren können, was teilweise Anlass zur Kritik am Sicherheitscenter war.
Sicherheitselemente:
- Firewall: weist den aktuellen Status der Windows- oder anderen Firewall aus
- Automatische Updates: zeigt an ob und wie die automatischen Windows-Updates eingeschaltet sind
- Schutz vor schädlicher Software: meldet den momentanen Zustand des Antivirenprogramms, seit Windows Vista auch den Status von Windows Defender
- weitere Sicherheitseinstellungen: registriert die aktuellen Einstellungen des Webbrowser, sowie der in Windows Vista, 7 und 8 enthalten Benutzerkontensteuerung

Ab Windows 7 gibt es weitere Funktionen:
- Backup: Überwachung der Backupeinstellungen
- Netzwerkzugriffsschutz: Überwachung durch den Netzwerkzugriffsschutz[4]
- Windows Defender wird überwacht
- Problemberichte und Lösungen: Das Wartungscenter sucht nach Lösungen für Probleme
- Problembehandlung: System: Das Wartungscenter überwacht Systemprobleme